# Castello di Kostelec nad Černými lesy
Il castello di Kostelec nad Černými lesy (in ceco Zámek Kostelec nad Černými lesy) si trova nell'omonimo comune del Distretto di Praha-východ nella Boemia Centrale, Repubblica Ceca. Il castello risale al XVI secolo, è stato una delle residenze principali della famiglia Smiřicky di Smiřice e a cavallo tra il XVI e il XVII secolo era uno dei castelli più rappresentativi della Boemia.  Viene considerato monumento culturale nazionale. 

## Storia

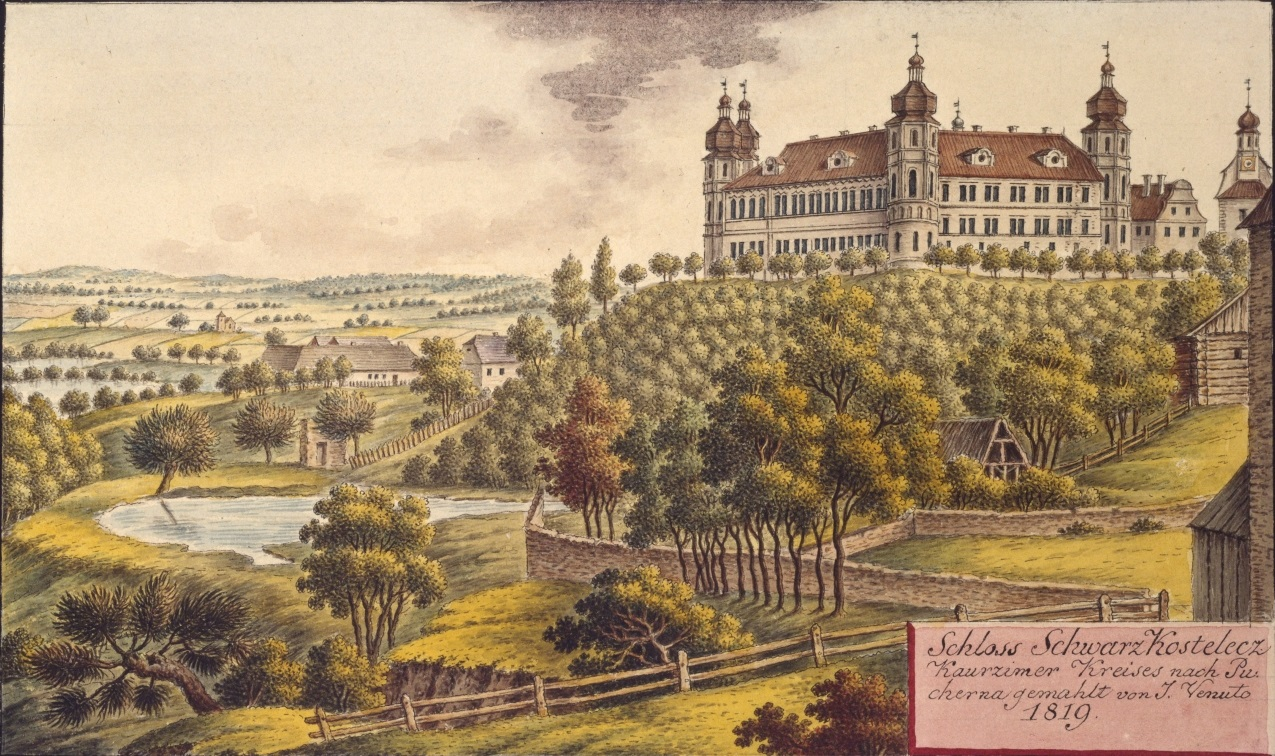
Castello di Kostelec nad Černými lesy in una stampa realizzata da J. Venuto nel 1819

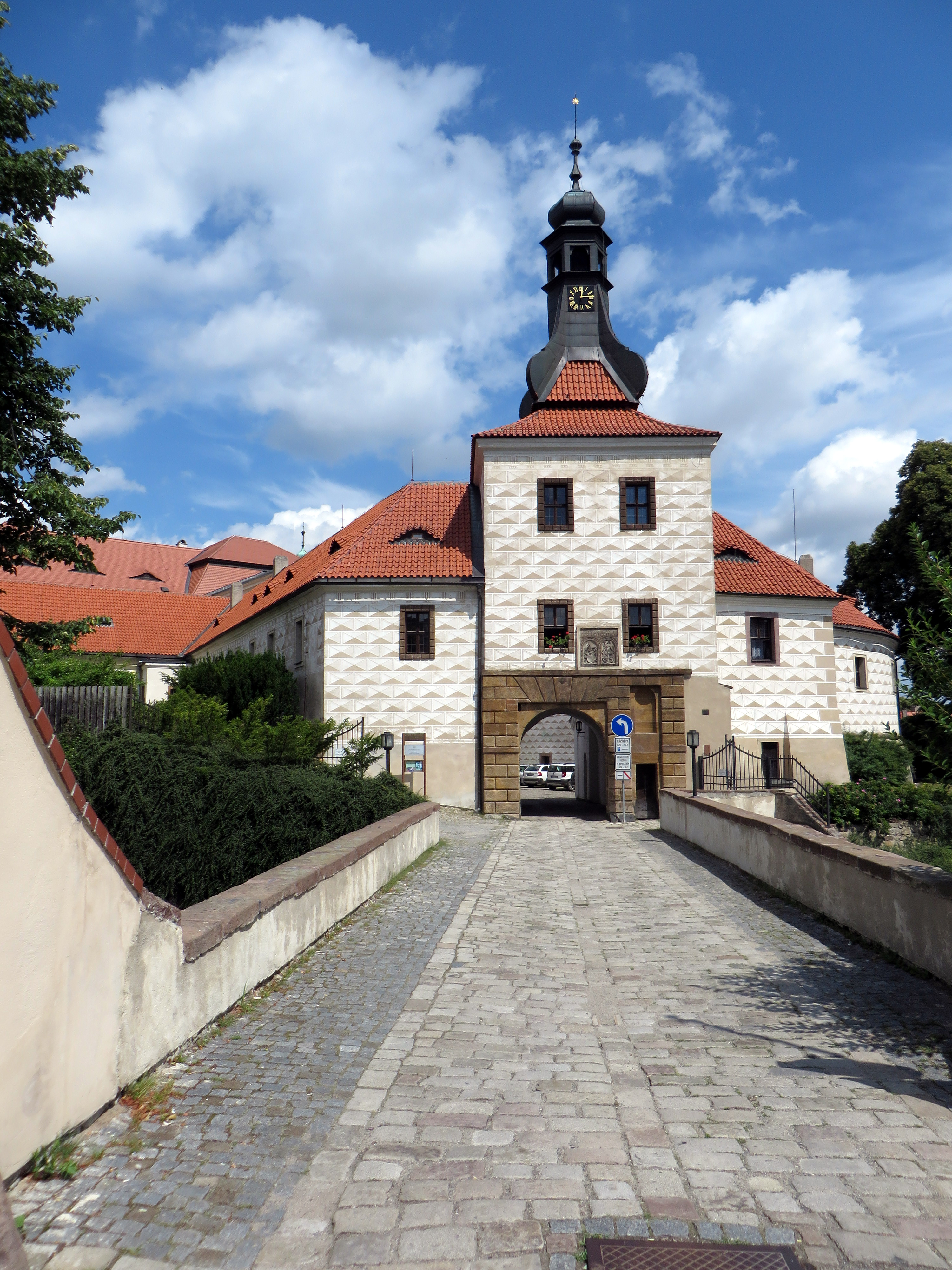
Portale di accesso dal ponte con bastione monumentale di guardia

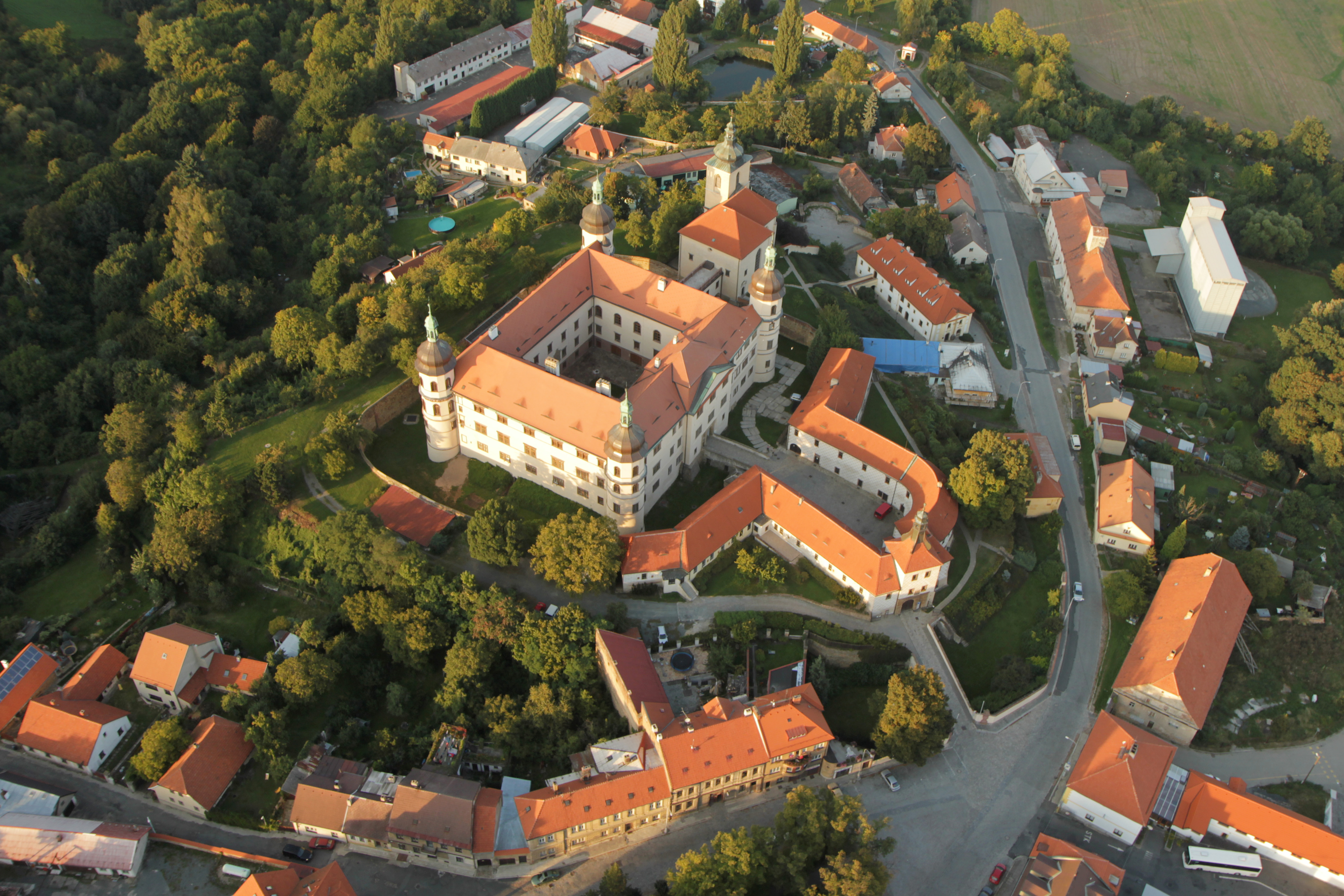
Vista aerea del castello

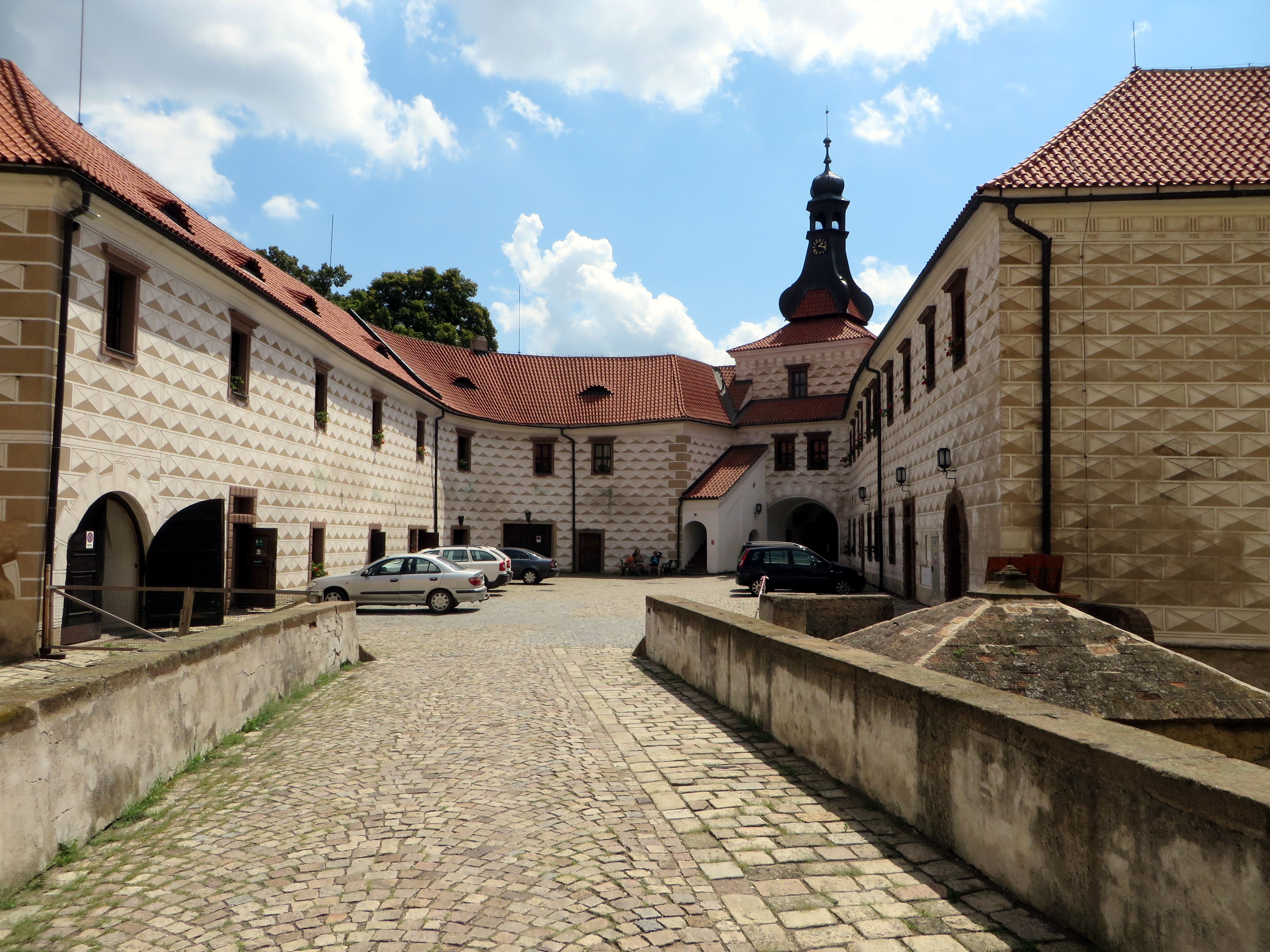
Particolare del primo cortile esterno del castello

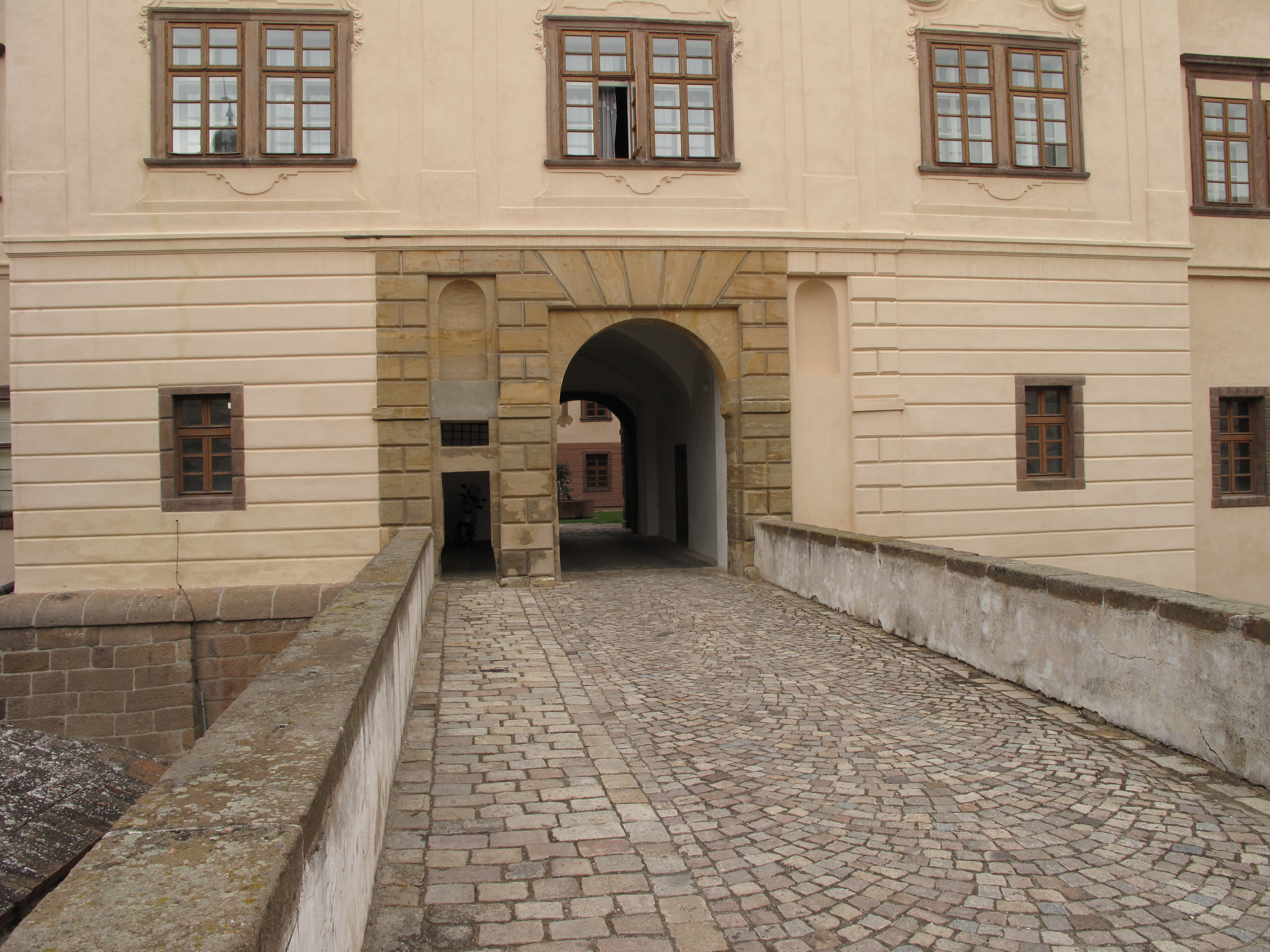
Secondo ponte di accesso alla struttura principale del castello

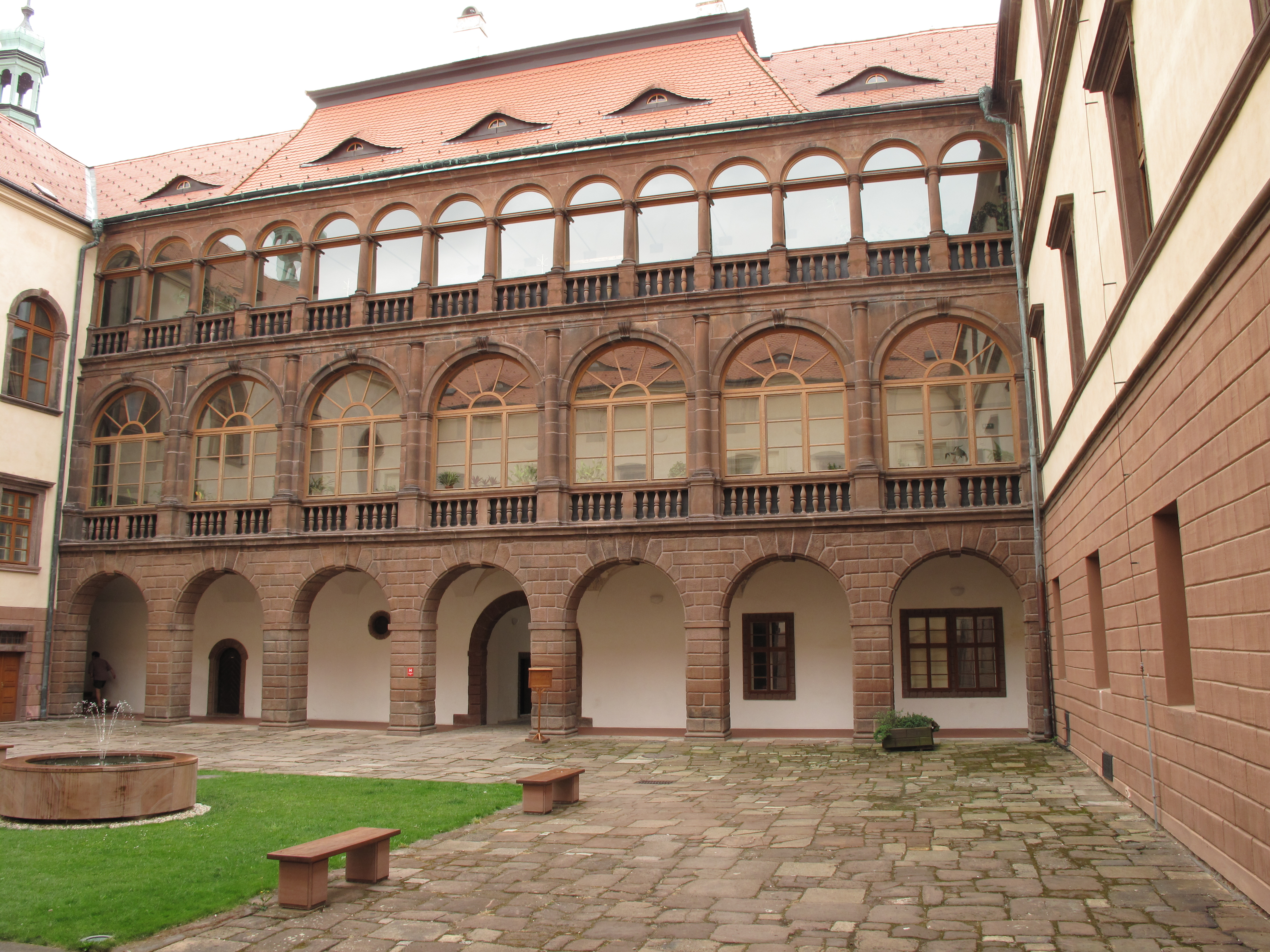
Cortile interno del castello

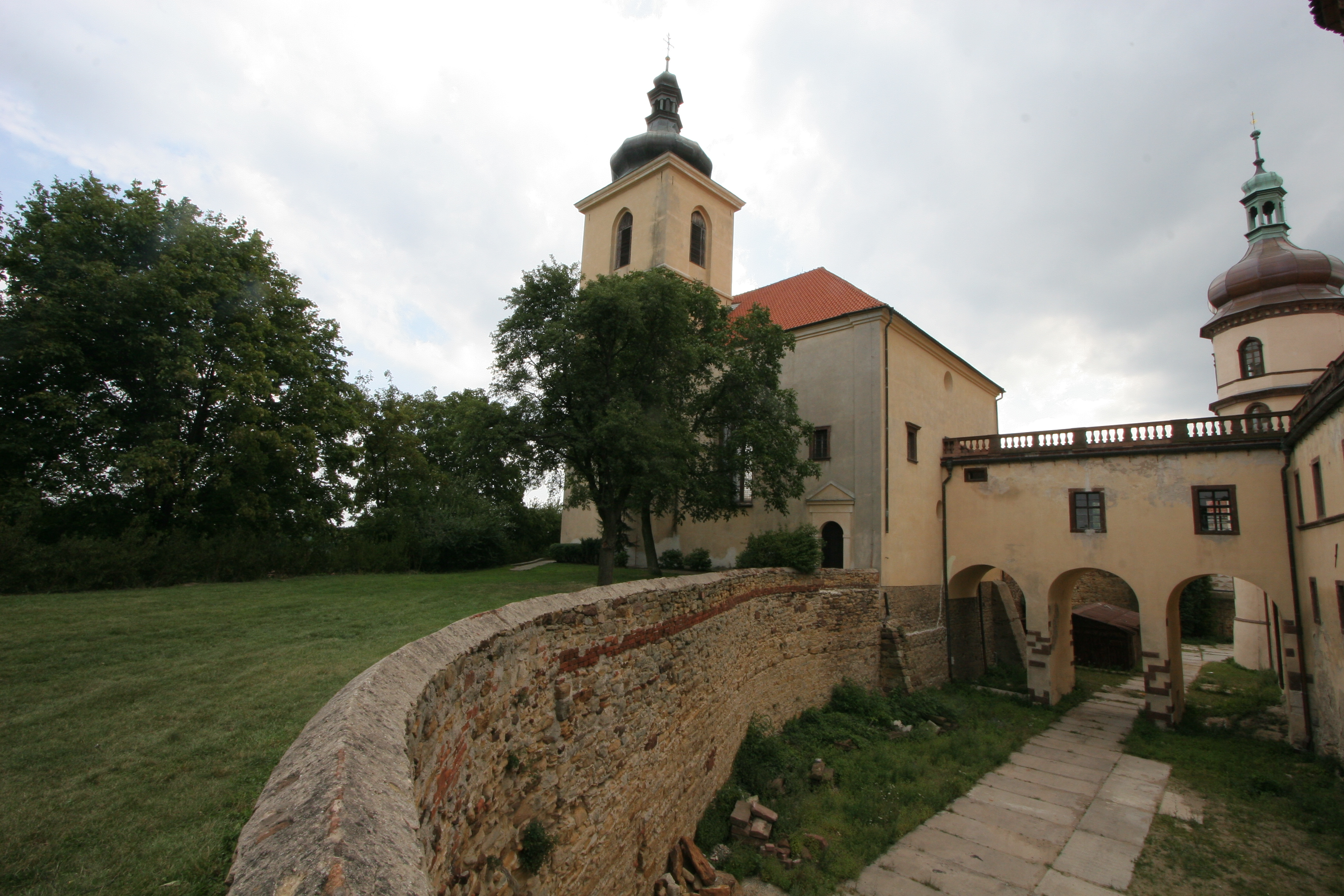
Ponte coperto che unisce il castello alla cappella di Sant'Adalberto

Il territorio risultò abitato già nella prima metà del XIII secolo e il castello originario, chiamato Černý Kostelec, venne menzionato per la prima volta nel 1348. Si trattava di un castello gotico, i cui resti sono visibili soprattutto nelle cantine sotto l'ala occidentale. In tale anno il margravio Jan Jindřich, fratello dell'imperatore Carlo IV, citò la fortezza nel contratto concluso da suo padre Jan Luxemburgský nel primo quarto del XIV secolo con lo scambio tra questo edificio con il castello di Náchod. Il primo proprietario conosciuto di Černý Kostelec non legato alla famiglia reale fu Ješek di Náchod. I suoi figli vendettero il castello e la tenuta di Černý Kostelec a Jan Sekretari, dal quale lo acquistarono nel 1492 gli Slavat di Chlum e Košumberk. L'erede Diviša Slavat vide i suoi beni confiscati dal re ceco Ferdinando I per aver partecipato alla prima rivolta feudale del 1547, passò nelle mani dell'arciduca Ferdinando d'Asburgo che lo utilizzò come residenza di caccia. Dopo che il castello fu parzialmente distrutto da un incendio nel 1548, il re Ferdinando I d'Asburgo operò affinché venisse realizzata la sua ricostruzione in stile rinascimentale e il progetto venne affidato agli architetti Hans Tirol e Ulrico Aostalli mentre la direzione dei lavori fu assunta da Paolo Della Stella. Poco dopo la sua ricostruzione, nel 1558, Černý Kostelec divenne proprietà di Jaroslav Smiřicky di Smiřice, che trasformò il castello nella residenza principale della sua famiglia e continuò nelle modifiche per renderlo sempre più una lussuosa residenza di rappresentanza. Jaroslav Smiřicky però, dopo la battaglia della Montagna Bianca, nel 1621, si vide confiscare tutti i suoi beni dall'imperatore Ferdinando II d'Asburgo sia per la sua partecipazione alla rivolta contro l'imperatore sia per la sua fede evangelico-luterana. Successivamente la proprietà passò ad Albrecht Wallenstein, che nel 1623 lo vendette a Carlo I del Liechtenstein. Nella seconda metà del XVIII secolo, quando apparteneva a Maria Teresa di Savoia, il castello fu ristrutturato in stile barocco sotto la direzione di Josef Jäger. Il costruttore tirolese lasciò il castello con la pianta e la massa originali, comprese le caratteristiche torri angolari, il barbacane e il piazzale della fattoria, ma le facciate e gli interni furono modernizzati. Le modifiche barocche interessarono la cappella di Sant'Adalberto, uno dei principali esempi di architettura sacra rinascimentale in terra ceca. Durante i lavori di costruzione e ristrutturazione avvenuti tra la fine del XX e l'inizio del XXI secolo furono rinvenuti pregevoli elementi architettonici e dipinti rinascimentali, che furono progressivamente restaurati.

## Descrizione
Il castello si trova all'estremità orientale della città di Kostelec nad Černými lesy nella Boemia Centrale in Repubblica Ceca. È separato dalla città sul lato sud da un fossato, che a sud-ovest sfocia in un burrone naturale, riempito dai giardini delle case adiacenti. Il castello vero e proprio è un edificio a due piani costituito da quattro ali con torri angolari delimitato da un muro contro una scarpata e da un massiccio bastione esterno. Ad est si trova la cappella gentilizia di Sant'Adalberto, collegata al castello tramite un ponte coperto. Il castello si affaccia sulla facciata principale meridionale con un cancello, accessibile tramite un ponte sopra un fossato all'anticastello, collegato alla parte meridionale del bastione. Il cortile che precede il castello è definito su tre lati da un edificio ad un piano a pianta irregolare, seguito sul lato nord da una coppia di ali verticali che seguono il fossato interno del castello. C'è un pozzo vicino al ponte che porta al castello. Il ponte sul fossato esterno fino alla porta anteriore del castello che è accessibile tramite pilastri decorativi incorporati nel recinto esterno del fossato. La parte sud-orientale del fossato è affiancata da case private. Parti delle fortificazioni esterne, in particolare il grande bastione e il muro con bastioni a nord-est sotto la cappella, si trovano già al di fuori dell'area del monumento culturale. Altri resti non del tutto chiari della fortificazione esterna sarebbero visibili sotto il bastione settentrionale.

### Monumento culturale della Repubblica Ceca
Dal 1978 la tutela dei monumenti della Repubblica Ceca considera il complesso del castello di Kostelec nad Černými lesy un monumento culturale nazionale tutelato col numero di catalogo 1000137182. Oggetto di tutela sono il grande castello con cortile, il parco del castello con la cappella di Sant'Adalberto e il bastione monumentale costruito nel XVI secolo sul sito del precedente castello gotico.